# Tyrrell 025
Chronologie des modèles (1997)
Tyrrell 024 Tyrrell 026
La Tyrrell 025 est la monoplace de Formule 1 engagée par l'écurie Tyrrell Racing lors de la saison 1997 de Formule 1. Elle est pilotée par le Néerlandais Jos Verstappen et le Finlandais Mika Salo. Le pilote-essayeur est le Japonais Toranosuke Takagi. La monoplace est mue par un moteur V8 Ford-Cosworth ED4 en remplacement du fragile moteur V10 Yamaha de la saison précédente. C'est la seule écurie, avec la Scuderia Minardi, à utiliser des moteurs V8 alors que toutes les autres équipes exploitent des moteurs V10.

## Historique
La Tyrrell 025 est une évolution de sa devancière, la Tyrrell 024. Elle se distingue de celle-ci par un nez haut et une poutre centrale soutenant l'aileron avant afin d'améliorer la stabilité au freinage et l'équilibre dans les virages à moyenne vitesse. La monoplace dispose notamment d'un fort appui aérodynamique dans les circuits lents. Deux ailes supplémentaires ont été installés de chaque côté du cockpit : ceux de Jos Verstappen sont peints en jaune et ceux de Mika Salo en orange foncé. Ce système, nommé X-Wings, sera interdit dès 1998 notamment en raison de problèmes de sécurité dans la ligne des stands. Malgré ces innovations techniques, l'écurie britannique ne peut se battre qu'avec les Minardi et s'enfonce dans le fond de grille.
Lors de la première course de la saison en Australie, aucune Tyrrell ne rallie l'arrivée, Jos Verstappen abandonnant à la suite d'une sortie de piste et Mika Salo sur casse moteur. Lors du cinquième Grand Prix de la saison, à Monaco, le pilote finlandais, quatorzième sur la grille de départ, profite des nombreuses sorties de piste de ses adversaires pour décrocher les deux points de la cinquième place malgré un aileron avant endommagé. Mika Salo n'effectue d'ailleurs aucun arrêt aux stands lors de cette course. Ces points seront les derniers de l'histoire de Tyrrell. La mi-saison est plus délicate pour l'écurie de Ken Tyrrell, les monoplaces subissant de nombreux problèmes mécaniques en course, le moteur et la boîte de vitesses étant le plus souvent incriminés. Les deux Tyrrell rallient ensuite l'arrivée lors du dernier Grand Prix de la saison, à Jerez.
À la fin de la saison, Tyrrell termine dixième du championnat des constructeurs avec deux points. L'écurie est rachetée par le groupe cigarettier British American Tobacco qui fonde l'écurie British American Racing en 1999. Tyrrell garde donc son nom en 1998, année de transition.

## Résultats en championnat du monde de Formule 1
| Saison | Écurie       | Moteur               | Pneus    | Pilotes        | Courses | Courses | Courses | Courses | Courses | Courses | Courses | Courses | Courses | Courses | Courses | Courses | Courses | Courses | Courses | Courses | Courses | Points inscrits | Classement |
| Saison | Écurie       | Moteur               | Pneus    | Pilotes        | 1       | 2       | 3       | 4       | 5       | 6       | 7       | 8       | 9       | 10      | 11      | 12      | 13      | 14      | 15      | 16      | 17      | Points inscrits | Classement |
| ------ | ------------ | -------------------- | -------- | -------------- | ------- | ------- | ------- | ------- | ------- | ------- | ------- | ------- | ------- | ------- | ------- | ------- | ------- | ------- | ------- | ------- | ------- | --------------- | ---------- |
| 1997   | PIAA Tyrrell | Ford-Cosworth ED4 V8 | Goodyear |                | AUS     | BRÉ     | ARG     | SMR     | MON     | ESP     | CAN     | FRA     | GBR     | ALL     | HON     | BEL     | ITA     | AUT     | LUX     | JAP     | EUR     | 2               | 10e        |
| 1997   | PIAA Tyrrell | Ford-Cosworth ED4 V8 | Goodyear | Jos Verstappen | Abd     | 15e     | Abd     | 10e     | 8e      | 11e     | Abd     | Abd     | Abd     | 10e     | Abd     | Abd     | Abd     | 12e     | Abd     | 13e     | 16e     | 2               | 10e        |
| 1997   | PIAA Tyrrell | Ford-Cosworth ED4 V8 | Goodyear | Mika Salo      | Abd     | 13e     | 8e      | 9e      | 5e      | Abd     | Abd     | Abd     | Abd     | Abd     | 13e     | 11e     | Abd     | Abd     | 10e     | Abd     | 12e     | 2               | 10e        |

Légende : ici 